# 컴팩트 카메라

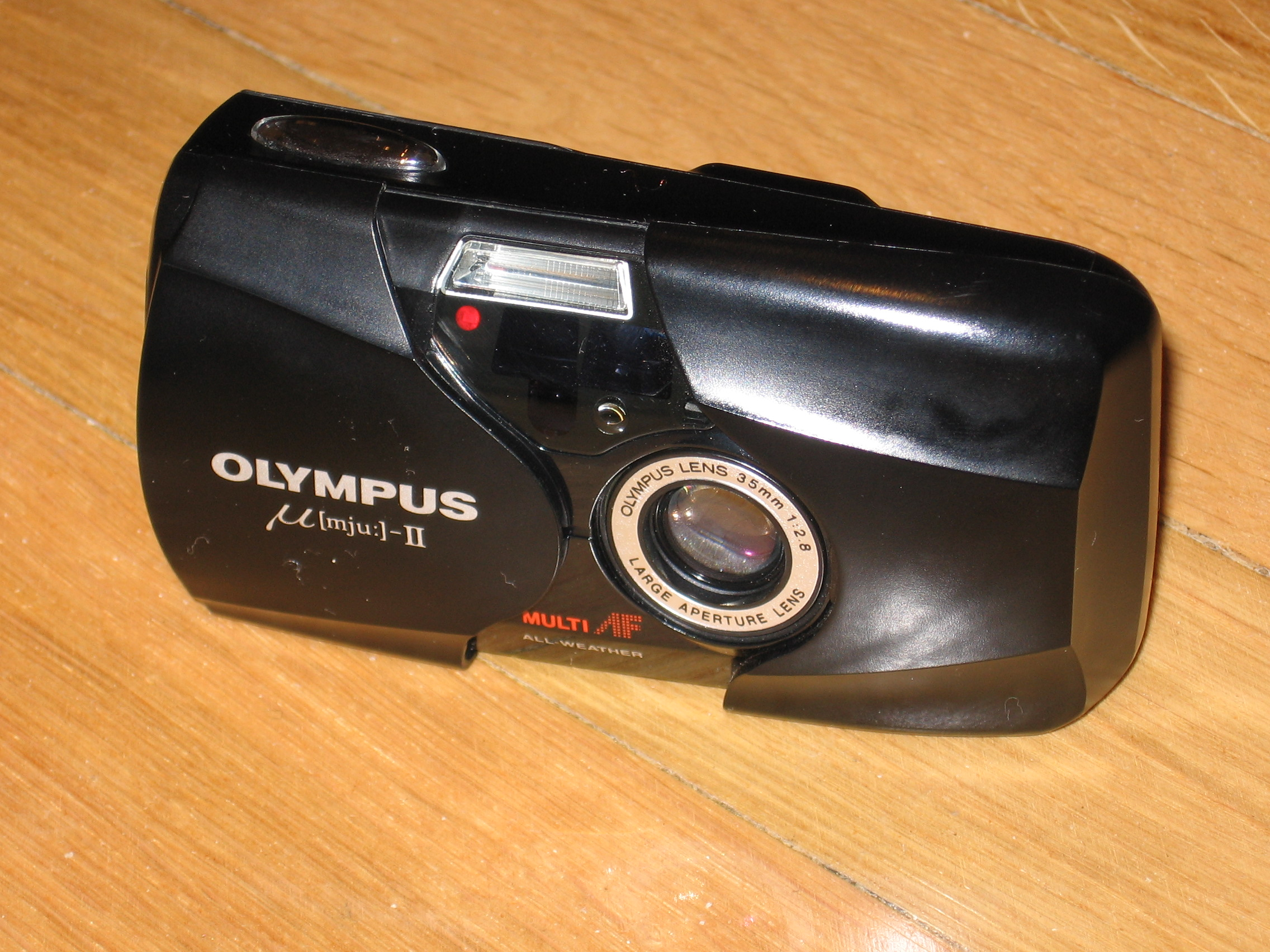
올림푸스 뮤:-II

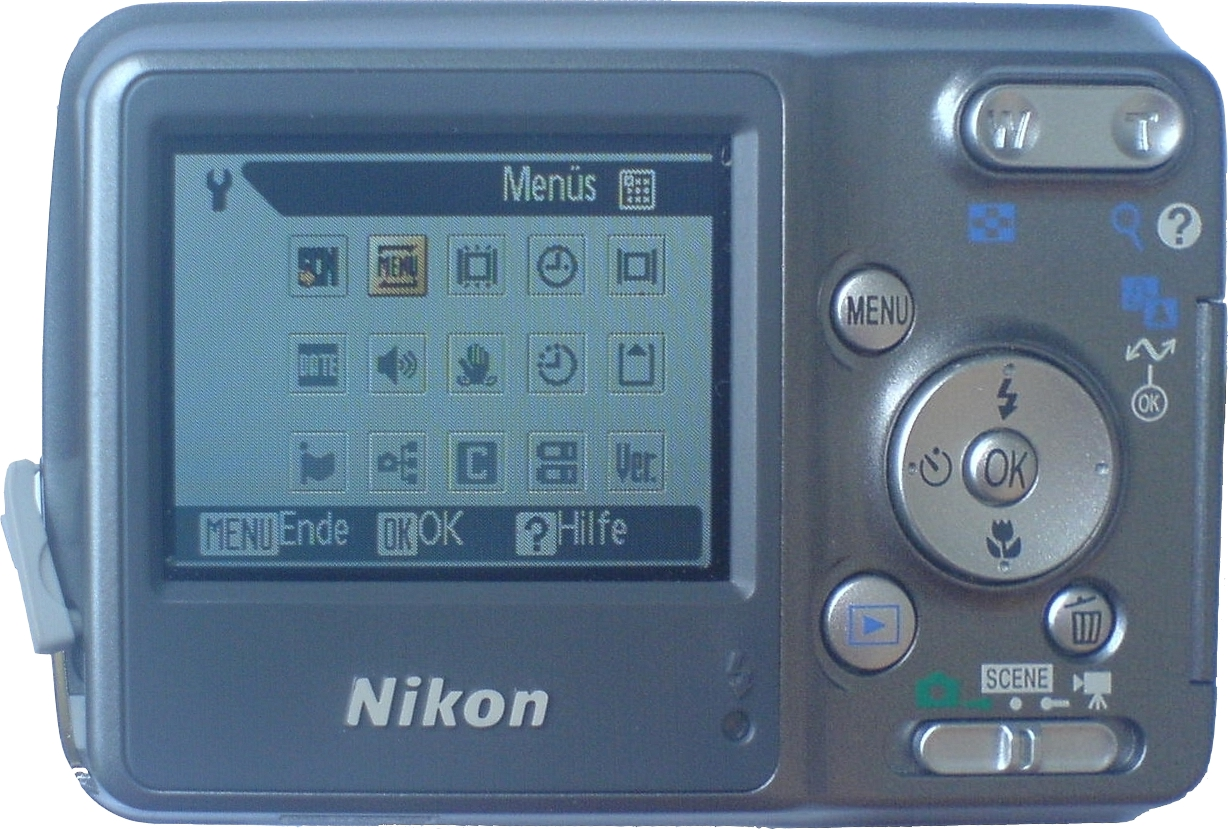
니콘 쿨픽스 L 2

컴팩트 카메라(영어: compact camera)는 주로 간단한 작업을 위해 설계된 스틸 카메라이다. 똑딱이 카메라라고도 불리는 이들 카메라의 대부분은 자동 초점 렌즈가 달려 있거나, 초점을 조정할 수 없다. 심도가 깊어 초점이 넓은 영역에서 잡히는 렌즈를 사용하며, 노출 옵션을 조정하는 자동 시스템과 플래시를 장치하고 있다.
컴팩트 카메라는 대단히 많이 팔린 형태의 카메라이다. 이들은 자신을 사진가라고 생각하지 않지만, 방학, 파티, 재회 혹은 다른 이벤트를 위해 쉽게 사진을 찍고 싶은 사람들에게 인기 있었다.
똑딱이라는 용어는 또한 몇몇 캠코더, 특히 미니DV 혹은 DVD 에 기반한 완전 자동조작의 저렴한 디지털 모델에 대해서도 줌 기능과 녹화 기능을 제외하면 모두 완전자동(자동초점, 자동 수득 제어, 화이트밸런스 등)인 경우 사용된다.

## SLR과 다른 점
컴팩트 카메라들은 일안 반사식 카메라(SLR)와 몇 가지 점에서 차이를 보인다. 컴팩트 카메라의 경우 뷰파인더를 통해 보는 이미지는 카메라의 주렌즈를 통과하는 이미지, 즉 촬상소자 (일반 SLR의 경우 사진 필름, 디지털 SLR의 경우 CCD 혹은 CMOS 이미지 센서)에 닿아 기록되는 이미지와 다른 이미지다. SLR 카메라는 하나의 렌즈만을 갖고 있으며, 평상시에는 렌즈를 통과한 빛은 거울에 반사되면서 뷰 파인더로 이동되다가 촬상소자에 상을 기록하고자 할 때, 거울이 움직여서 렌즈에 통과한 빛이 촬상소자에 도달하도록 한다. 비록 몇몇 제조업체들이 이 제한을 회피하는 방법을 찾아보았으나, 이미지를 뷰 파인더로 전환하는 방법 때문에 대부분의 디지털 SLR의 LCD 스크린에 화상이 미리 보이지 않게 된다. 디지털 카메라들은 분리된 뷰파인더가 아니라 렌즈를 통과한 빛이 LCD에 맺히도록 해서 SLR 설계에 따르는 요구사항을 어느 정도 제거했다. 대부분의 최신 소형 컴팩트 카메라는 아예 광학 뷰 파인더를 제거했다.
SLR 카메라의 경우에는, 뷰 파인더에 맺힌 상이 그대로 필름이나 센서에 저장되는 것이 중요하며, 따라서 추가 렌즈나 필터의 효과가 사진 찍는 사람 눈에 그대로 전달된다. 반면에 컴팩트 카메라는 일반적으로 렌즈 탈착이나 광학 효과용 필터 부착이 불가능하다.

## 카메라의 종류
가장 저렴한 컴팩트 필름 카메라는 일회용 카메라와 유사하지만, 필름을 다시 넣을 수 있다. 이런 카메라들은 초점을 조정할 수 없으나, 심도가 깊어 초점이 넓은 영역에서 잡히는 렌즈와, 고정된 조리개를 갖고 있으며, 광량계가 있거나 없을 수 있다. 이들 중 대부분은 필름을 감고 셔터를 누르기 위한 휠이나 레버와 필름을 빼기 위해 필름을 캐니스터 안으로 되돌리기 위한 크랭크를 갖고 있다. 고정된 조리개 때문에 플래시를 갖고 있는 모들델은 노출을 조절할 방법이 없으므로, 플래시를 이용한 사진은 피사체로부터 너무 멀지도, 너무 가깝지도 않은 제한된 영역에서 사진을 찍어야 한다.
고급 모델은 자동 포커스와 유동 조리개를 사용한다. 이들은 모두 노출계를 갖고 있으며, 필름을 감거나 되돌리기 위해서 전동모터를 사용한다. 이들은 저렴한 모델에 비해서 더 광범위하게 사용할 수 있다. 이들은 줌 렌즈를 가질 수 있으며, 더 진보한 자동초점 시스템과 수동 조작이 가능한 노출 시스템과, 더 큰 조리개와 상을 뚜렷하게 맺히게 하는 렌즈를 갖고 있다. 이들은 플래시를 사용한 인물사진에서 발생하는 적목현상을 줄이기 위한 전플래시 시스템이나 특별한 램프를 갖고 있을 수도 있다.
일반 카메라에 필름 대신 하는 디지털백을 제외하면, 최초의 디지털 카메라는 컴팩트 디지털 카메라였고, 디지털 일안 반사 카메라는 그 뒤에야 나왔다. 일반적으로, 컴팩트 디지털 카메라의 촬상소자는 DSLR의 촬상소자보다 작은 편이다. 컴팩트 디지털 카메라는 그 렌즈를 바꿀 수 없기 때문에 그 렌즈가 만들 수 있는 상의 최대 크기에 맞도록 촬상소자의 크기를 조정할 수 있다. 줌, 자동초점, 플래시를 갖고 있지 않은 초저가 모델은 점점 덜 일반적이게 되었다. 이들은 카메라폰에 의해 점점 사라지고 있다.

## 필름의 종류
1980년대 이후의 필름-기반 컴팩트 카메라들은 대부분 35mm 필름을 채택했다. 1980년대에는 110 필름이나 디스크 필름에 비해서 35mm 필름이 상대적으로 필름을 장전하고 감는 것이 어려웠기 때문에 "전문가용" 포맷으로 인식되었다. 35mm 컴팩트 카메라를 가능하게 한 핵심 혁신은 자동 필름 장전 및 되돌림 시스템이다. 개선된 사진 시스템 필름도 1990년대에 다소 유행했다. 126 필름을 사용하는 컴팩트 카메라 또한 또한 1970년대 동안 유명했다.

## 같이 보기
- 디지털 사진